# Oscar Stoumon
Oscar Stoumon, né le 20 août 1835 à Liège et mort à Bruxelles le 25 février 1900, est un compositeur, critique musical, dramaturge et directeur de théâtre belge.
Il composa des musiques de ballets, enseigna au Conservatoire royal de Bruxelles et fut codirecteur du Théâtre de la Monnaie avec Calabresi de 1875 à 1885 et de 1889 à 1900.

## Œuvres
- Phœbé, opéra-comique en un acte (Bruxelles, Théâtre royal de la Monnaie, 19 janvier 1860)
- Endymion, ballet en un acte d'Henri Desplaces (Bruxelles, Monnaie, 21 avril 1861)
- La Ferme, opéra-comique en un acte (Liège, 10 avril 1862)
- L'Orco, opéra fantastique en deux actes et trois tableaux (Bruxelles, Monnaie, 8 janvier 1864)
- La Reine des prairies, ballet en deux actes d'Adolphe Vincent (Bruxelles, Monnaie, 24 novembre 1865)
- La Fée amoureuse, ballet en deux actes d'Alfred Lamy (Bruxelles, Monnaie, 5 décembre 1867)
- Les Fumeurs d'opium, opérette en un acte (Bruxelles, Théâtre royal des Galeries, 9 janvier 1869)
- Les Belles de nuit, ballet en un acte de Joseph Hansen (Bruxelles, Monnaie, 16 mars 1870)
- La Sonate pathétique, comédie en un acte (Bruxelles, Monnaie, 7 novembre 1870)
- Un fil à la patte, comédie en un acte (Bruxelles, Galeries, 11 avril 1871)
- Les Hannetons, opéra-bouffe en un acte (Bruxelles, Galeries, 22 avril 1871)
- Une grève, comédie en trois actes (Bruxelles, Galeries, 30 septembre 1871)
- Une nuit d'hiver, comédie en un acte (Bruxelles, Galeries, 23 mars 1872)
- L'Échéance, comédie en trois actes (Bruxelles, Galeries, 25 janvier 1873)
- Les Enfarinés, comédie en un acte (Bruxelles, Galeries, 17 janvier 1874)
- La Moisson, ballet en un acte d'Alfred Lamy (Bruxelles, Monnaie, 29 janvier 1875)
- Une nuit de Noël, ballet en un acte d'Oscar Poigny (Bruxelles, Monnaie, 14 octobre 1880)
- Les Sorrentines, ballet en un acte d'Oscar Poigny (Bruxelles, Monnaie, 11 octobre 1882)
- La Tzigane, ballet en un acte d'Oscar Poigny Bruxelles, Monnaie, 27 mars 1885)
- Farfalla, ballet un acte de Gaetano Saracco (Bruxelles, Monnaie, 14 novembre 1893)